# Butcha
Butcha ou Bucha (em ucraniano:  Буча) é uma cidade da Ucrânia, situada no Oblast de Kiev. Tem 26,57 km² de área e sua população em 2020 foi estimada em 36.825 habitantes. Foi palco em 2022 da Massacre de Butcha.

## História

### Massacre de Bucha
No dia 1º de abril de 2022 começaram a surgir as primeiras imagens do massacre, depois que a Rússia deixou a cidade. Segundo as autoridades locais, cerca de 1.000 corpos foram encontrados. A Rússia nega a autoria do massacre.